# 필굿뮤직
필굿뮤직(영어: Feel Ghood Muzik)은 대한민국의 음악 기획사이자 음반 레이블이다.
필굿뮤직은 2014년, 정글 엔터테인먼트에서 독립한 타이거 JK와 윤미래에 의해 설립되었다.
 앞선 2013년, 타이거 JK와 윤미래, 비지는 혼성 힙합 그룹 MFBTY를 결성하여 활동한 바 있다. 2016년 4월에는 래퍼 주노플로를 영입하였다.
2017년 6월 27일, 컴필레이션 앨범 《FeelGhood》(필굿) 을 발표하였다. 8월 21일에는 《고등래퍼》 출신의 최서현이 굿 라이프 크루에 합류한다고 발표하였다. 8월 28일에는 《쇼미더머니 6》에 출연한 블랙나인과 전속 계약을 체결했다고 발표하였다.
2016년 6월에 타이거 JK는 DOK2와 함께 굿 라이프 크루를 결성하였으며, 수퍼비, 면도, 주노플로가 크루에 합류하였다.
굿 라이프 크루는 2019년 1월 21일에 해체되었다. 굿 라이프 크루가 해체되어 수퍼비, 면도가 소속사를 떠났다. 뒤를 이어 4월 7일, 주노플로가 계약 만료로 인하여 소속사를 떠났다.

## 현재 소속 아티스트
- 윤미래
- 타이거 JK
- 비비

## 과거 소속 아티스트
- 비지
- 주노플로
- 마샬
- AnnOne
- 블랙나인
- EMBER